# Lulu Ranne
Lulu Ranne (ur. 12 lipca 1971 w m. Kristinestad) – fińska polityk, inżynier i działaczka samorządowa, posłanka do Eduskunty, od 2023 minister transportu i komunikacji, w 2024 również minister spraw wewnętrznych.

## Życiorys
Z wykształcenia inżynier, w 1998 uzyskała magisterium na Uniwersytecie Technologicznym w Tampere. Przed ukończeniem studiów była m.in. urzędniczką, później pracowała w różnych instytucjach jako ekspertka do spraw projektów i środowiska.
Należała do Partii Koalicji Narodowej, w 2012 przeszła do ugrupowania Perussuomalaiset. Związana z samorządem miasta Hämeenlinna, w 2008 została członkinią rady miejskiej, a w 2013 weszła w skład miejskiej egzekutywy.
W 2019 po raz pierwszy uzyskała mandat deputowanej do Eduskunty. Z powodzeniem ubiegała się o poselską reelekcję w wyborach w 2023.
W czerwcu 2023 objęła urząd ministra transportu i komunikacji w rządzie Petteriego Orpa. W sierpniu 2024 została nadto ministrem spraw wewnętrznych, zastępując Mari Rantanen, która czasowo ustąpiła ze stanowiska w związku z poważną chorobą córki. Dodatkową funkcję sprawowała do listopada tegoż roku, kiery to Mari Rantanen powróciła w skład rządu.

## Odznaczenia
- Krzyż Wielki Orderu Zasługi (Norwegia, 2025)[9]